# Christopher Meloni
Christopher Peter Meloni (ur. 2 kwietnia 1961 w Waszyngtonie) – amerykański aktor i reżyser.

## Życiorys

### Wczesne lata
Urodził się w Waszyngtonie w stanie Waszyngton jako najmłodszy z trójki dzieci Cecile Lydii (z domu Chagnon), gospodyni domowej, i dr. Charlesa Roberta Meloni, endokrynologa. Ma brata Roberta i siostrę Michele. Pochodzenie matki jest francusko-kanadyjskie, ojciec pochodzi z Sardynii (Włochy). Uczęszczał do St. Stephen’s School w Aleksandrii w stanie Wirginia. W 1983 ukończył studia na wydziale historii University of Colorado w Boulder, gdzie studiował także aktorstwo. Następnie wyjechała do Nowego Jorku, gdzie kontynuował studia pod kierunkiem Sanforda Meisnera w słynnej szkole Neighborhood Playhouse, jak również w Center for the Media Arts.
Pracował jako robotnik budowlany, ochroniarz, barman, osobisty trener i na drabinie wieszał plakaty z reklamami.

### Kariera
Po raz pierwszy pojawił się jako Ron Weston w dramacie telewizyjnym NBC Kiedy będę kochana? (When Will I Be Loved?, 1990) ze Stefanie Powers i Katherine Helmond, a potem w sitcomie HBO Jeden plus dziesięć (1st & Ten, 1989-90). Zwrócił na siebie uwagę rolą porywczego syna Boza Skanneta w serialu Ostatni don (The Last Don, 1997). W serialu HBO Oz (1998-2003) wcielił się w postać biseksualnego kryminalisty Chrisa Kellera, którą skupił na sobie wiele uwagi wśród mediów, szczególnie w społeczności gejowskiej, gdzie jest on uważany za symbol seksu. W 1999 roku podczas kolacji na gali wręczenia nagród GLAAD Media Awards nawet żartobliwie pocałował swojego ekranowego partnera Lee Tergesena, który w serialu grał rolę Tobiasa Beechera.
Producent filmowy Dick Wolf był pod wrażeniem umiejętności aktorskich Meloniego i zaangażował go do swoich dwóch seriali NBC: Prawo i porządek: sekcja specjalna (Law & Order: SVU, 1999-2011) i Prawo i porządek (Law & Order, 2000). Powrócił na duży ekran w roli Gene’a w satyrycznej komedii romantycznej Wet Hot American Summer (2001) u boku Bradleya Coopera, Davida Hyde’a Pierce’a, Molly Shannon i Paula Rudda oraz komedii O dwóch takich, co poszli w miasto (Harold & Kumar Go to White Castle, 2004) jako Randy / Freakshow, mechanik samochodowy z zainfekowanymi pryszczami na twarzy i szyi, który stał za samochodem Harolda (John Cho) i Kumara (Kal Penn) i sequelu Harold i Kumar uciekają z Guantanamo (Harold & Kumar Escape from Guantanamo Bay, 2008) jako wielki czarodziej.
31 maja 2006 w kasyno Harrah’s New Orleans w Nowym Orleanie wziął udział w ósmej serii programu telewizyjnego Bravo Celebrity Poker Showdown, kończąc na drugim miejscu, tuż za Robin Tunney, a przed Macy Gray, Joy Behar i Andy Dickiem. Z kolei 10 listopada 2006 roku również pojawił się w Celebrity Jeopardy!, pokonując serialowych kolegów Prawo i porządek: sekcja specjalna - Sama Waterstona i Kathryn Erbe. Meloni podzielił swoją wygraną 50 tys. dolarów na cele charytatywne - Big Apple Circus Clown Care Program i Montefiore Advocacy Center.
W 2006 został wybrany najseksowniejszym mężczyzną roku przez magazyn „People”. 6 lipca 2006 roku został nominowany do swojej pierwszej nagrody Emmy w kategorii Najlepszy aktor w serialu dramatycznym, za rolę detektywa Elliota Stablera w serialu NBC: Prawo i porządek: sekcja specjalna (Law & Order: Special Victims Unit). Użyczył swojego głosu Halowi Jordanowi w filmie animowanym Zielona Latarnia: Pierwszy lot (Green Lantern: First Flight, 2009), w oparciu o postacie występujące w świecie DC Comics. Na krótko pojawił się w pierwszym odcinku sitcomu Comedy Central Michael i Michael mają problemy (Michael & Michael Have Issues, 2009).

### Życie prywatne
1 lipca 1995 ożenił się scenografką Doris Sherman (z domu Williams) i mają dwoje dzieci - córkę Sophię Evę Pietrę (ur. 23 marca 2001), i syna Dantego Amadeo (ur. 2 stycznia 2004).
Nosi podrabiany tatuaż z herbem United States Marine Corps (orzeł, globus i kotwica), a na lewym ramieniu ma tatuaż przedstawiający ukrzyżowanego Chrystusa - krucyfiks, a także tatuaż motyla na lewym udzie i chiński astrologiczny wykres jego rodziny na prawej goleni. W 2007 został wprowadzony do swojej szkoły w sław sportowych jako członek niepokonany 1978 w piłce nożnej.
Meloni był długoletnim zwolennikiem praw homoseksualistów - sytuacja prawna i społeczna osób LGBT na świecie, a w 2011 dołączył do kampanii nowojorczyków Human Rights Campaign „New Yorkers for Marriage Equality”. Jego przyjacielem jest Maynard James Keenan z zespołu z pogranicza rocka i metalu progresywnego Tool.

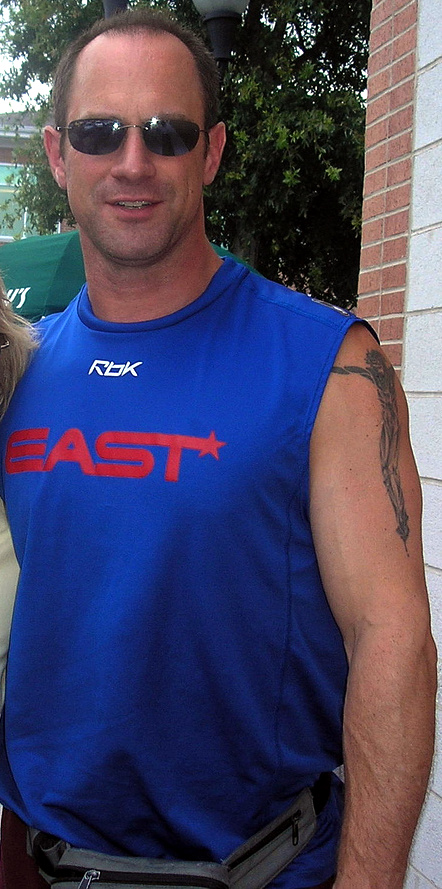
Meloni w Wilmington, w stanie Karolina Północna, na planie Noce w Rodanthe

## Filmografia

### Filmy
- 1992: Fatalna miłość (Something to Live for: The Alison Gertz Story) jako David
- 1993: Fałszywe oskarżenie (Without a Kiss Goodbye) jako Ray Samuels
- 1994: Junior jako pan Lanzarotta
- 1994: Detektyw bez pamięci (Clean Slate) jako ochroniarz
- 1995: 12 małp (Twelve Monkeys) jako porucznik Jim Halperin
- 1995: Niebezpieczny związek (A Dangerous Affair) jako Tommy Moretti
- 1996: Brudne pieniądze (Bound) jako Johnnie Marzzone
- 1997: KasaMowa (Money Talks) jako SPY
- 1998: Requiem dla Browna (Brown's Requiem) jako sierżant Cavanah
- 1998: Las Vegas Parano (Fear and Loathing in Las Vegas) jako Sven, recepcjonista w hotelu Flamingo
- 1998: Pokrewne dusze (The Souler Opposite) jako Barry Singer
- 1999: Uciekająca panna młoda (Runaway Bride) jako trener Bob Kelly
- 2002: Morderstwo w Greenwich (Murder in Greenwich) jako Mark Fuhrman
- 2004: O dwóch takich, co poszli w miasto (Harold and Kumar go to White Castle) jako Freakshow
- 2008: Noce w Rodanthe (Nights in Rodanthe) jako Jack Willis
- 2008: Trener na szóstkę (Gym Teacher: The Movie) jako Dave Stewie
- 2008: Harold i Kumar uciekają z Guantanamo (Harold & Kumar Escape from Guantanamo Bay) jako Grand Wizard
- 2009: Zabójczy wirus (Carriers) jako Frank
- 2009: Zielona Latarnia: Pierwszy lot (Green Lantern: First Flight) jako Hal Jordan/Zielona Latarnia (głos)
- 2010: F--K jako Chris
- 2013: Człowiek ze stali (Man of Steel) jako pułkownik Nathan Hardy
- 2013: 42 – Prawdziwa historia amerykańskiej legendy (42) jako Leo Durocher
- 2014: Sin City 2: Damulka warta grzechu (Sin City: A Dame to Kill For) jako Mort
- 2014: The Diary of a Teenage Girl jako Pascal MacCorkill
- 2014: Biały ptak w zamieci (White Bird in a Blizzard) jako Brock Connor

### Seriale TV
- 1989-90: Jeden plus dziesięć (1st & Ten) jako Vito Del Greco/Johnny Gunn
- 1996-97: Nowojorscy gliniarze (NYPD Blue) jako Jimmy Liery
- 1997: Ostatni don (The Last Don) jako Boz Skannet
- 1998-2003: Oz jako Chris Keller
- 1999-11: Prawo i porządek: sekcja specjalna (Law & Order: Special Victims Unit) jako detektyw Elliot Stabler
- 2000: Prawo i porządek (Law & Order) jako detektyw Elliot Stabler
- 2003: Hoży doktorzy (Scrubs) jako dr Dave Norris
- 2005: Wonder Showzen jako Cooties Spokesman
- 2005: Prawo i bezprawie (Law & Order: Trial by Jury) jako detektyw Elliot Stabler
- 2012: Czysta krew (True Blood) jako Roman Zimojic
- 2014: Jak nie zwariować z tatą (Surviving Jack) jako Jack Dunlevy